# Amerykański żigolak
Amerykański żigolak – amerykański film kryminalny z 1980 roku w reżyserii Paula Schradera.

## Opis fabuły
Julian jest najdroższym płatnym kochankiem w Beverly Hills. Zaczyna się noc, a on właśnie wyrusza na nocne polowanie, szukając kolejnej bogatej klientki. Nie spodziewa się on jednak, że tym razem skłonność do płatnej miłości okaże się dla niego zgubna w skutkach. Po upojnej nocy okazuje się, że klientka została zamordowana. Policja prowadzi śledztwo, a wszystkie tropy wskazują na Juliana.

## Obsada aktorska
- Richard Gere jako Julian Kaye
- Lauren Hutton jako Michelle Stratton
- Héctor Elizondo jako detektyw Sunday
- Nina van Pallandt jako Anne
- Bill Duke jako Leon James
- Brian Davies jako Charles Stratton
- Tom Stewart jako pan Rheiman
- David Cryer jako porucznik Curtis
- Patricia Carr jako Judy Rheiman

i inni